# Raúl Ruiz Matarín
Raúl Ruiz Matarín (Alicante, 25 marzo 1990) è un calciatore spagnolo, attaccante dell'AC Torrellano.

## Carriera

### Club
Dopo aver giocato nel Real Madrid Castilla, il 1º febbraio 2011 viene ceduto all'Halmstads fino al termine della stagione.